# Rudka, Sokal
Rudka (în ucraineană Рудка) este un sat în comuna Ostriv din raionul Sokal, regiunea Liov, Ucraina.

## Demografie
Componența lingvistică a localității Rudka
     Ucraineană (100%)
Conform recensământului din 2001, toată populația localității Rudka era vorbitoare de ucraineană (100%).